# ایزومی کیوکا
کیوتارو ایزومی (به ژاپنی: 鏡太郎 泉، Kyōtaro Izumi)با نام ادبی کیوکا ایزومی (به ژاپنی: 鏡花 泉، Kyōka Izumi) رمان‌نویس، نویسنده و نمایشنامه‌نویس معروف ژاپنی بود. او با آثار نگهبان شب و اتاق جراحی مورد تحسین قرار گرفت و با راهبان کوه کویا به یک نویسنده محبوب تبدیل شد. او همچنین به دلیل ذوق هنری بسیار در سبک رمانتیسم خاص و منحصر به فرد خود که عمیقاً تحت تأثیر ادبیات دوره ادو قرار داشت، به عنوان نویسنده‌ای پیشگام در ادبیات فانتزی شناخته می‌شود.

## زندگی

### قبل از توکیو
ایزومی کیوتارو در ۴ نوامبر سال ۱۸۷۳ در کانازاوا، استان ایشیکاوا متولد شد. پدرش، صنعتگری که به ساخت تزئینات نقره‌ای و حکاکی معروف و از نوادگان خانواده‌ای بود که در صنعت تزئینات و حکاکی در قلمروی کاگا شناخته می‌شد. مادرش، سوزو، از خاندان کاگا در کیوتو بود. خاطرات دوران کودکی در زادگاهش کانازاوا و مادرش تا اواخر عمر تأثیر عمیقی بر او گذاشت و این خاطرات گهگاهی در آثارش به چشم می‌خورد.
در آوریل ۱۸۸۰ وارد مدرسه ابتدایی آموزشی شهر شد. در دسامبر ۱۸۸۳، مادرش پس از تولد دختر دومش یائه؛ بر اثر تب، پس از زایمان درگذشت (سن ۲۹ سالگی) و این حادثه تأثیر عمیقی بر او در دوران کودکی گذاشت. در ژوئن ۱۸۸۴، همراه با پدرش به بازدید مجسمه مایا در ناحیه ایشیکاوا رفت. از آن زمان، کیوکا تا پایان عمر به باور مایا پایبند ماند. در سپتامبر، به دبیرستان کانازاوا رفت و سال بعد به مدرسه وابسته به کلیسای متحد مسیحی ژاپن منتقل شد تا زبان انگلیسی بخواند، اما در سال ۱۸۸۷ از آنجا هم انصراف داد و در مدرسه خصوصی اینامی تاجیرو در شهر، مشغول به تحصیل زبان انگلیسی و دیگر درس‌ها شد.
در آوریل ۱۸۸۹، با خواندن کتاب اعتراف عاشقانه دو راهب از اوزاکی کویو در خانه یکی از دوستانش، تصمیم گرفت به ادبیات بپردازد. در ماه ژوئن به تویاما سفر کرد. در این زمان، از خاله‌ها و دیگران پول توجیبی می‌گرفت و به شكلی سیری‌ناپذیر کتابهایی که از دیگران قرض می‌گرفت را می‌خواند و به عنوان مربی در مدرسه خصوصی فعالیت می‌کرد. در نوامبر همان سال تصمیم گرفت به شاگردی کویو درآید پس به توکیو رفت. در ۱۹ اکتبر ۱۸۹۱، بالاخره کویو را در اوشیگومه را ملاقات کرد و با خوشحالی اجازه شاگردی او را یافت و از همان روز زندگی به عنوان یک شاگرد در خانواده اوزاکی كويو را آغاز کرد.

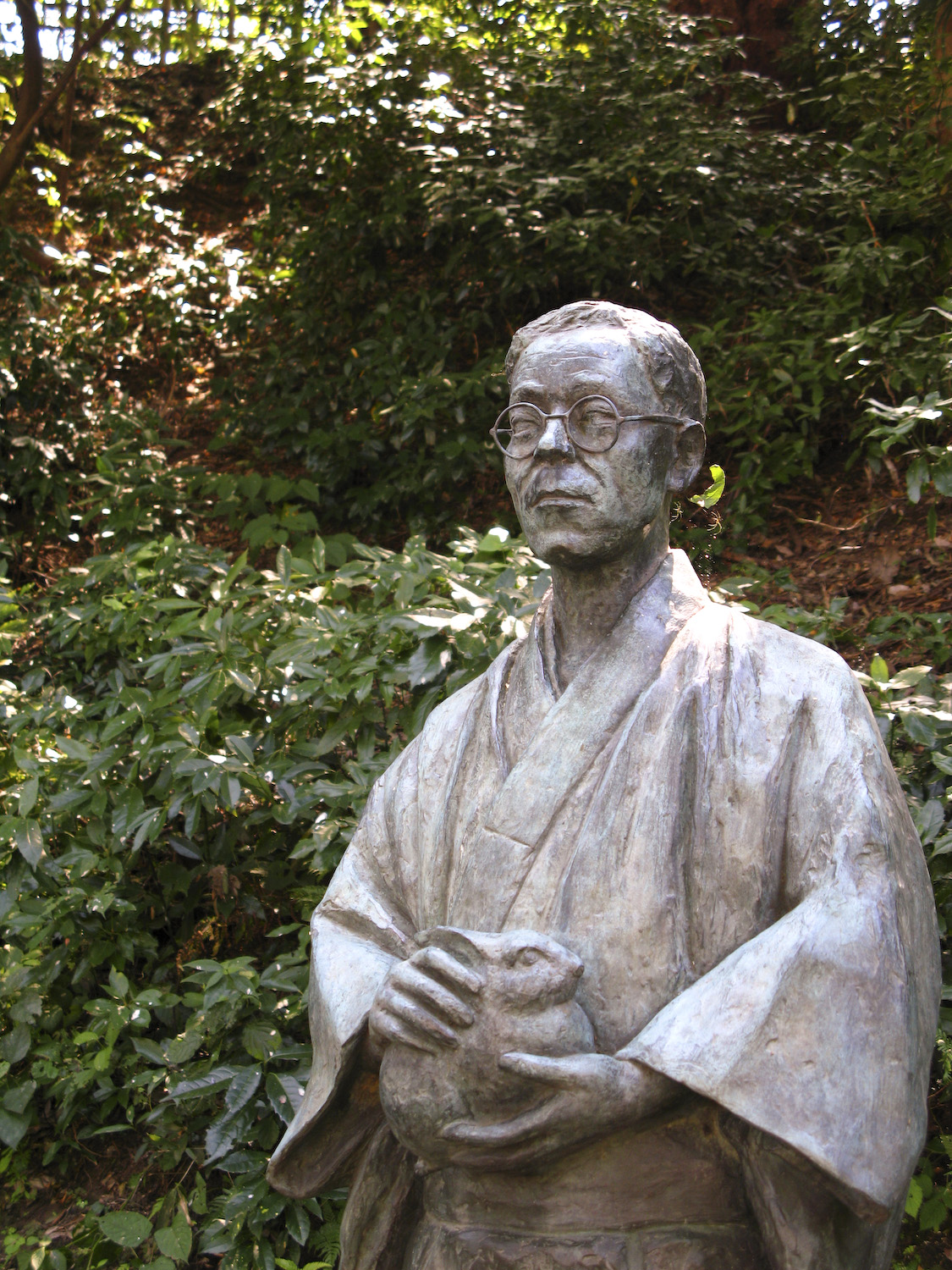
مجسمه یادبود از کیوکا در کانازاوا

### حرفه نویسندگی
در ماه مه ،۱۸۹۳ اولین اثرش کانموری یائمون، در روزنامه kyoutohinode منتشر کرد. این اثر با میانجی‌گری کویو به چاپ رسید. کویو با انتقاد روزنامه از این اثر و درخواست توقف انتشار آن مخالفت کرد و با مشاوره‌های خود به کیوکا کمک کرد تا آن را به پایان برساند. در همان سال، آثار دیگری چون عروسک زنده و ساعت طلایی را منتشر کرد. در ماه اوت برای معالجه بری بری به‌طور موقت به خانه بازگشت و در این فرصت به کیوتو و هوکوریکو سفر کرد و سپس به توکیو بازگشت. سفرنامه این سفر را به عنوان همسر دیگران نوشت. در ژانویه ۱۸۹۴، پدرش درگذشت و او دوباره به کانازاوا بازگشت. او عمیقاً سر در گرو این داشت که از طریق نویسندگی امرار معاش کند. او آثاری مانند سرباز ذخیره را نوشت و با اصلاحات کویو در روزنامه یومیوری منتشر شد. وی برای حمایت مالی خانواده، کتاب‌های کاربردی نیز تألیف کرد. در ۱۸۹۵، آثار اولیهٔ برجستهٔ خود، نگهبان شب و اتاق جراحی را منتشر کرد. در ژوئن همان سال، به کانازاوا بازگشت و به دیدار مادربزرگش رفت.

### سال‌های آخر قبل از مرگ
در سال ۱۹۲۵، انتشارات شونیودو انتشار مجموعه آثار کیوکا را آغاز کرد که سردبیران آن ساتومی تون، جون‌ایچیرو تانیزاکی، مانتارو کوبوتا، ریونوسوکه آکوتاگاوا بودند. انتشار این آثار در سال ۱۹۲۷ به پایان رسید. در همان سال، پس از ۲۷ سال آشنایی، در سن ۵۲ سالگی با سوزو ازدواج کرد. در ۲۴ ژوئیه همان سال، با شنیدن خبر خودکشی آکوتاگاوا، بسیار متأثر  شد و در هم شکست و روز ۲۷ ژوئیه در مراسم تشییع جنازه او شرکت کرد.

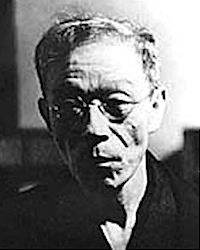
ایزومی کیوکا در سال ۱۹۳۰

### مرگ
در سال ۱۹۲۸ به ذات‌الریه مبتلا شد و برای گذراندن دوره نقاهت به شوزنجی رفت. در همان سال، مجموعه آثار کیوکا توسط چندین انتشارات مختلف منتشر شد. در سال ۱۹۳۸، به علت بیماری، برای اولین بار از زمان آغاز زندگی نویسندگی‌اش، هیچ اثری منتشر نکرد. در ژوئیه ۱۹۳۹، علفهای سرخ تازه در مجله چواوکورون (chuuoukouron) منتشر کرد، اما از اواخر همان ماه بستری شد و در ۷ سپتامبر در ساعت ۲:۴۵ بامداد به دلیل تومور سرطانی در ناحیه ریه درگذشت. مراسم تشییع جنازه‌اش در ۱۰ سپتامبر در معبد شیبا سیشوجی برگزار شد. در سال ۱۹۴۰ مجموعه آثار کیوکا توسط انتشارات ایوانامی شوتن (shoten iwanami) منتشر شد. قبر او در آرامگاه زوشیگایا قرار داشت، اما در مارس ۲۰۲۴ ِ به معبد انفوکوجی توکیو، جایی که محل مذهبی همسرش سوزو قرار دارد، منتقل شد.
- ۱۸۸۰ وارد دبستان آموزشی شهر شد.
- ۱۸۸۴ وارد دبیرستان کانازاوا شد
- ۱۸۸۹ با خواندن اعتراف عاشقانه دو راهب (از اوزاکی کویو) به ادبیات علاقمند شد و در پی آن برای شاگردی نزد او به توکیو رفت.
- ۱۸۹۱ به شاگردی کویو پذیرفته شد و در خانه وی زندگی شاگردی را آغاز کرد.
- ۱۸۹۳ کانموری یائمون را در روزنامه کیوتو هینودِ (kyoutohinode) منتشر کرد. عروسک زنده و ساعت طلایی را منتشر کرد.
- ۱۸۹۴ سرباز ذخیره (yobihei)را منتشر کرد.
- ۱۸۹۵ نگهبان شب و اتاق جراحی منتشر شدند.
- ۱۹۰۰ راهبان کوه کویا (kouyahijiri)[پ ۱۵] را منتشر کرد.
- ۱۹۰۳ اوزاکی کویو به‌طور ناگهانی درگذشت.
- ۱۹۰۷ onnakeizu[پ ۱۶] این اثر براساس تجربیات واقعی او نوشته شده است و داستان عشقی را روایت می‌کند که بین او و یک گیشا اتفاق افتاده بود که به خاطر دخالت‌های اوزاکی کویو از هم جدا شده بودند. پس از مرگ اوزاکی کویو، این دو نفر ازدواج کردند و داستان «婦系図» نتیجه این ماجرا بود که به عنوان یک اثر ادبی منتشر شد.
- ۱۹۲۵ انتشارات شونیودو (shunyodo) مجموعه آثار کیوکا را منتشر کرد.
- ۱۹۲۸ به ذات الریه مبتلا شد و مجموعه آثار کیوکا توسط چندین انتشارات مختلف منتشر شد.
- ۱۹۳۹ در ۷ سپتامبر به دلیل تومور سرطانی در ریه در خانه‌اش توکیو درگذشت.
- ۱۹۷۳ جایزه ادبی ایزومی کیوکا تأسیس شد.
- ۱۹۹۹ موزه یادبود ایزومی کیوکا در محل خانه تولدش افتتاح شد.
- ۲۰۲۴ قبر او از آرامگاه زوشیگایا به معبد انفوکوجی توکیو منتقل شد.[۵]

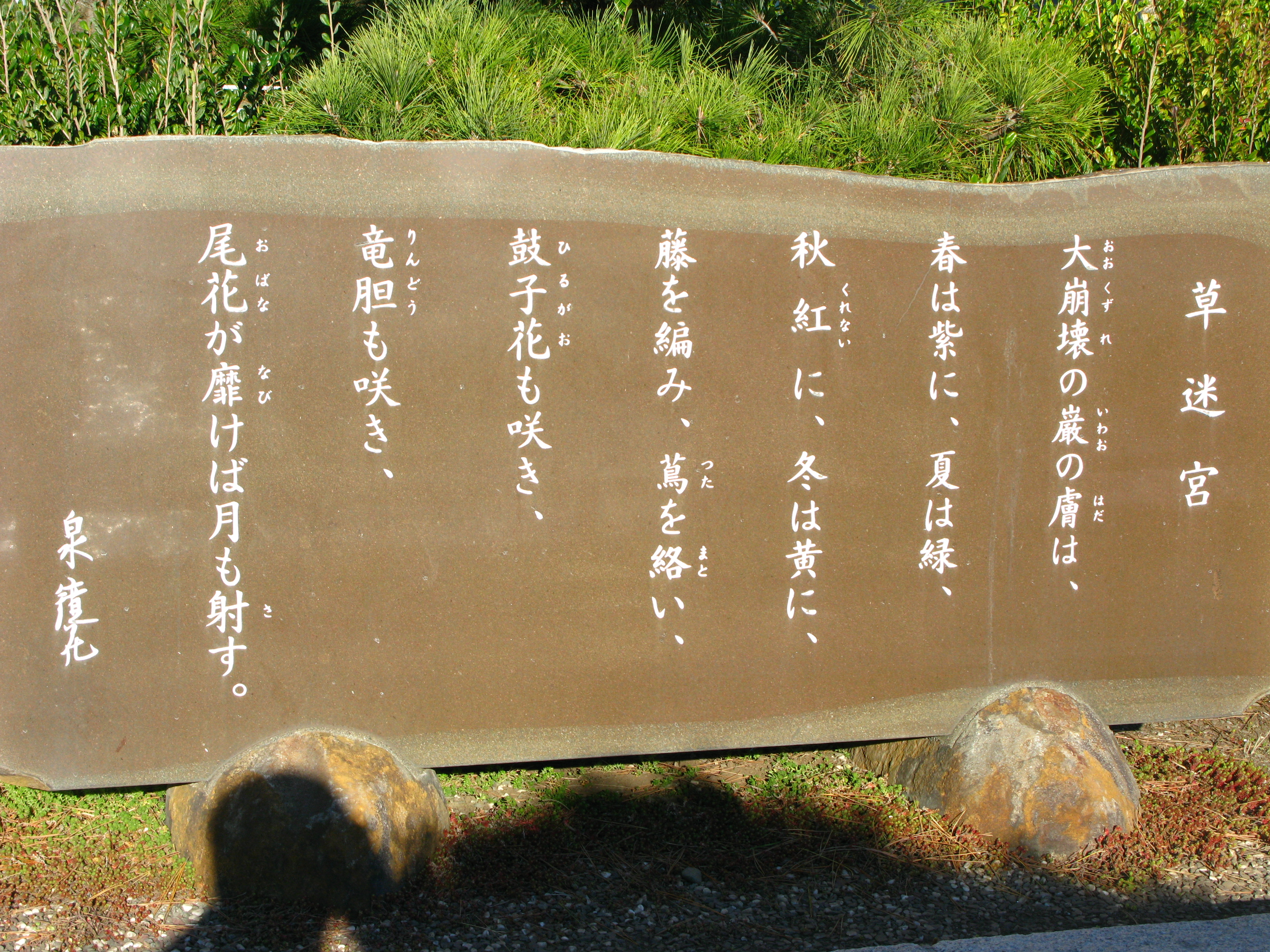
یادبودی مزین به شعر برای ایزومی کیوکا در پارک تاته‌ایشی

در نظر کیوکا، اوزاکی کویو نه تنها نویسنده‌ای محترم و استاد بلامنازع ادبیات بود، بلکه به عنوان کسی که در دوران گمنامی به عنوان شاگرد از او حمایت کرده بود، یک منجی به حساب می‌آمد و کیوکا تا پایان عمر با علاقه و احترام عمیق به استاد خود وفادار ماند. نگرش او به حدی بود که تقریباً می‌توان آن را پرستش نامید و این موضوع در دنیای ادبیات شناخته شده بود. حتی در بستر بیماری، کویو به وضعیت شاگرد عزیز خود کیوکا نگران بود. پس از مرگ او، کیوکا تصویر یادبود او را در محراب خانگی خود قرار داد و هر روز به آن احترام می‌گذاشت. کیوکا به عنوان نماینده شاگردان در مراسم تشییع جنازه سخنرانی کرد. در دوران شاگردی در خانه اوزاکی، وقتی کیوکا به دیدار ایشیباشی نینگاتسو رفت، از او میوه خرمالو گرفت و بی‌خبر از اینکه باید آن را به کویو بدهد، خودش خورد و بعداً بسیار شرمنده شد. همچنین زمانی که از او خواسته شد تا دافوکو (نوعی کیک برنجی) بخرد، او تصور نمی‌کرد که چنین چیزی در یک شیرینی فروشی به فروش برسد، بنابراین به دورترین بازار رفته و از یک دکه کوچک دافوکو خرید و کویو به او خندید. به‌طور کلی، اوزاکی کویو به کیوکا کمک کرد تا به دیدگاه خاصی در نوشتن برسد و او را تشویق کرد تا به سبک خود وفادار بماند. این تأثیر در انتخاب مضامین خیال‌انگیز، داستان‌های فانتزی و پرداختن به جنبه‌های زیبایی‌شناسانه در آثار ایزومی کیوکا قابل مشاهده است.
کیوکا بعد از گذراندن یک دوره کوتاه بیماری سخت و در پی آن صحبت با پزشک، به وسواس بیش از حد به بهداشت دچار شد. برای مثال از خوردن مواد خام خودداری می‌کرد. این موضوع در دنیای ادبیات بسیار معروف شده بود. او شیرینی‌های هدیه‌ای را با چراغ الکلی حرارت می‌داد و مشروبات را تا حد جوشیدن گرم می‌کرد بعد آنها را می‌نوشید. وقتی غذا را با دست می‌خورد، قسمتی را که دستش به آن خورده بود را دور می‌انداخت. همیشه یک کتری آهنی در دست داشت تا بتواند آب را جوشانده و ضدعفونی کند. بیرون از خانه نیز همیشه یک چراغ الکلی کوچک، سه‌پایه و یک قابلمه کوچک با خود داشت و حتی غذاهای سرو شده در بهترین رستوران‌ها را در آن قابلمه ضدعفوني مي‌كرد و بعد می‌خورد. همچنین، در سفرهایش با قطار، برای نوشیدن چای، آب را با چراغ الکلی روی صندلی گرم می‌کرد که یک بار این کار او باعث اشتباه مسافران دیگر شد. چرا که فکر کردند صندلی در حال سوختن است و به مأمور قطار اطلاع دادند. در هنگام تعظیم، به جای گذاشتن كف دستانش روی حصیر، پشت دستش را روی آن می‌گذاشت، زیرا معتقد بود که تماس مستقیم با حصیر آلودگی را شیوع می‌دهد. با این وجود، او ایمان و مذهبی قوی داشت و همیشه در برابر معابد و اماکن مقدس به سجده می‌افتاد. تمام درزهای تخته‌های سقف خانه‌اش را با دقت پوشانده بود. او از هاری می‌ترسید و از سگ‌ها و گربه‌ها به خاطر احتمال ابتلا به هاري بیزار بود. اگرچه از مارها نیز بدش می‌آمد، اما آنها را در آثارش بسیار به کار می‌برد. او سیگاری بود و گاهی پیپ می‌کشید، اما برای تمیز نگه داشتن دهانه پیپ، از کلاهک پیپ که دست‌ساز همسرش بود استفاده می‌کرد. حرکت او برای قرار دادن این کلاهک آنقدر سریع بود که اطرافیانش را متحیر می‌کرد. او خدمتکارش را مجبور می‌کرد که هر پله را با دستمال مخصوص به خود تمیز کند. همچنین به دلیل نگرانی از نفوذ موش‌ها، قفسه‌های ظروف را از سقف آشپزخانه آویزان کرده بود. کیوکا آنچنان از آلودگی می‌ترسید که لباسهایی که بیرون از خانه می‌پوشید را پس از بازگشت به خانه دور می‌انداخت.
| اسم به فارسی                   | اسم به ژاپنی       | اسم با فوریگانا              | اولین انتشار           | سال اولین انتشار |
| ------------------------------ | ------------------ | ---------------------------- | ---------------------- | ---------------- |
| کانموریا سائمون                | 冠彌左衛門         | kanmuri ya saemon            | روزنامه کیوتو هینوده   | ۱۸۹۳             |
| عروسک زنده                     | 活人形             | katsu ningyou                | نشر کتابخانه تانتِی     | ۱۸۹۳             |
| ساعت طلایی                     | 金時計             | kintokei                     | نشر هاکو بون‌کان        | ۱۸۹۳             |
| قلب یاماتو                     | 大和心             | daiwagokoro                  | نشر هاکو بون‌کان        | ۱۸۹۴             |
| سرباز ذخیره                    | 予備兵             | yobi hei                     | روزنامه یومیوری        | ۱۸۹۴             |
| عواقب نبرد دریایی              | 海戦の余波         | kaisen no yoha               |                        | ۱۸۹۴             |
| گفتگوی تمثیلی                  | 譬喩談             | shinyu tan                   |                        | ۱۸۹۴             |
| خون نجیب و خون جوانمردی        | 義血侠血           | gi ketsu kyou ketsu          | روزنامه یومیوری        | ۱۸۹۴             |
| رانگیکو                        | 乱菊               | Rangiku                      |                        | ۱۸۹۴             |
| شاخ شیطان                      | 鬼の角             | oni no kado                  |                        | ۱۸۹۴             |
| حمل کردن سخت                   | 取舵               | toritada                     |                        | ۱۸۹۵             |
| ذهن ناشنوا                     | 聾の一心           | rou no isshi                 |                        | ۱۸۹۵             |
| صیغه مخفی                      | 秘妾伝             | himekakeden                  |                        | ۱۸۹۵             |
| نگهبان شب                      | 夜行巡査           | yakou junsa                  | نشر هاکو بون‌کان        | ۱۸۹۵             |
| راهب مسافر                     | 旅僧               | ryosou                       |                        | ۱۸۹۵             |
| اتاق عمل                       | 外科室             | geka shitsu                  | نشر هاکو بون‌کان        | ۱۸۹۵             |
| کاخ عجیب                       | 妙の宮             | myou no miya                 |                        | ۱۸۹۵             |
| صداهای زنگ در نیمه شب          | 鐘声夜半録         | kanegoe yahan roku           |                        | ۱۸۹۵             |
| باشگاه فقر                     | 貧民倶楽部         | hinmin kurabu                |                        | ۱۸۹۵             |
| گربه سیاه                      | 黒猫               | kuroneko                     |                        | ۱۸۹۵             |
| نگهبان خواب‌آلود                | ねむり看守         | nemuri kanshu                |                        | ۱۸۹۵             |
| هشتاد و شش هزار و چهارصد بار   | 八万六千四百回     | hachimanrokusenyonhyaku kai  |                        | ۱۸۹۵             |
| نقره‌ای تغییریافته              | 化銀杏             | bakeichou                    |                        | ۱۸۹۶             |
| جلد اول                        | 一之巻             | 1nyu maki                    |                        | ۱۸۹۶             |
| جلد دوم                        | 二之巻             | 2ne maki                     |                        | ۱۸۹۶             |
| جلد سوم                        | 三之巻             | 3nou maki                    |                        | ۱۸۹۶             |
| جلد چهارم                      | 四之巻             | 4 yukiya maki                |                        | ۱۸۹۶             |
| جلد پنجم                       | 五之巻             | 5 yukiya maki                |                        | ۱۸۹۶             |
| جلد ششم                        | 六之巻             | 6 yukiya maki                |                        | ۱۸۹۶             |
| مینوتانی                       | 蓑谷               | minotani                     |                        | ۱۸۹۶             |
| لرد پنجم                       | 五の君             | gono kimiyo                  |                        | ۱۸۹۶             |
| گل ادریسی                      | 紫陽花             | ajisai                       |                        | ۱۸۹۶             |
| دن بینوا                       | 琵琶伝             | biwa den                     | مجله کُکومین نو تومو    | ۱۸۹۶             |
| تولید برق هایجو                | 海城発電           | kaijo hatsuden               | مجله تای‌یو             | ۱۸۹۶             |
| شاه بلوط                       | 毬栗               | marikuri                     |                        | ۱۸۹۶             |
| تخم اژدها                      | 龍潭譚             | ryuutandan                   |                        | ۱۸۹۶             |
| تریهاکیوگن                     | 照葉狂言           | terihakyougen                | روزنامه یومیوری        | ۱۸۹۶             |
| طومار سوگند                    | 誓之巻             | chikau yukiya maki           |                        | 1۸۹۷             |
| پرنده تکامل                    | 化鳥               | ka tori                      | مجله شین‌چو             | ۱۸۹۷             |
| گفتگوی تاتسومی                 | 辰巳巷談           | tatsumi koudan               | نشر شین‌شوستسو          | ۱۸۹۸             |
| چمن مسافر                      | 笈ずる草紙         | oi zurui soushi              | مجله بونگِی             | ۱۸۹۸             |
| داستان شب‌ زنده‌داران            | 通夜物語           | tsuya monogatari             | روزنامه اوساکا مای‌نیچی | ۱۸۹۹             |
| زیارت یوشیما                   | 湯島詣             | yushima kei                  | نشر شونیودو            | ۱۸۹۹             |
| سنت تاکانو                     | 高野聖             | takano sei                   | نشر شین‌شوستسو          | ۱۹۰۰             |
| کتاب قانون                     | 註文帳             | chuumon chou                 | نشر شین‌شوستسو          | ۱۹۰۱             |
| صفحه یوزو                      | 柚屏風             | yuzu byoubu                  | نشر شین‌شوستسو          | ۱۹۰۱             |
| سوگند                          | 起誓文             | ki seimon                    | نشر شین‌شوستسو          | ۱۹۰۲             |
| ساده                           | 風流線             | fuuryuu shima                | روزنامه کُکومین         | ۱۹۰۳             |
| برف زرشکی                      | 紅雪録             | beni yuki roku               | نشر شین‌شوستسو          | ۱۹۰۴             |
| نوار کاغذ نقره‌ای               | 銀短冊             | gin tanzaku                  | مجله بونگِی             | ۱۹۰۵             |
| عصر بهاری                      | 春昼               | haru hiru                    | نشر شین‌شوستسو          | ۱۹۰۶             |
| بعد از ظهر بهاری               | 春昼後刻           | haru hiru koukoku            | نشر شین‌شوستسو          | ۱۹۰۶             |
| شجره‌نامه زنان                  | 婦系図             | fu keizu                     | روزنامه یاماتو         | ۱۹۰۷             |
| هزارتوی چمنی                   | 草迷宮             | kusa meikyuu                 | نشر شونیودو            | ۱۹۰۸             |
| حواصیل سفید                    | 白鷺               | hakusagi                     | روزنامه توکیو آساهی    | ۱۹۰۹             |
| فانوس آهنگ                     | 歌行燈             | uta gyoudon                  | نشر شین‌شوستسو          | ۱۹۱۰             |
| گودال شیماسن                   | 三味線掘           | 3misen kutsu                 | نشر میتا بونگاکو       | ۱۹۱۰             |
| داستان سه مرد نابینا           | 三人の盲の話       | sannin no mou no hayashi     | نشر چوئو               | ۱۹۱۲             |
| فن آموزش                       | 稽古扇             | keiko ougi                   | روزنامه چوئو           | ۱۹۱۲             |
| یاشاکایکه                      | 夜叉ヶ池           | yasha ka ike                 | مجله انگِی              | ۱۹۱۳             |
| ویلای خدای دریا                | 海神別荘           | kaijin bessou                | نشر چوئو               | ۱۹۱۳             |
| پل ژاپن                        | 日本橋             | nihonbashi                   | نشر چیکای              | ۱۹۱۴             |
| گل پامچال                      | 夕顔               | yuugao                       | نشر میتا بونگاکو       | ۱۹۱۵             |
| داستان قلعه بزرگ               | 天守物語           | tenshu monogatari            | نشر شین‌شوستسو          | ۱۹۱۷             |
| زن سرنوشت                      | 由縁の女           | yuen no onna                 | نشر بانوان (فوجین)     | ۱۹۱۹             |
| روح ابرو                       | 眉かくしの霊       | bi kakushi no rei            | نشر کوراکو             | ۱۹۲۴             |
| خطبه درختچه                    | 木の子説法         | ki no ko seppou              | نشر شونجو              | ۱۹۳۰             |
| یک شیطان در شکاف صدف وجود دارد | 貝の穴に河童が居る | kai no ana ni kawadou ga iru | نشر کوتوتامان          | ۱۹۳۱             |
| گل داودی                       | 菊あはせ           | kiku a wa se                 | نشر شونجو              | ۱۹۳۲             |
| تبر کیکو                       | 斧琴菊             | ono koto kiku                | نشر چوکوروئون          | ۱۹۳۴             |
| ناشناس                         | お忍び             | oshinobi                     | نشر چوکوروئون          | ۱۹۳۶             |
| شکوفه کم رنگ آلو               | 薄紅梅             | usu kobai                    | روزنامه توکیوبی‌بی      | ۱۹۳۷             |
| بید برفی                       | 雪柳               | yukiyanagi                   | نشر چوکوروئون          | ۱۹۳۷             |
| علف قرمز جدید                  | 縷紅新草           | rokoushinsou                 | نشر چوکوروئون          | ۱۹۳۹             |

#### دلایل جذابیت ادبیات ایزومی کیوکا
1. دنیای فانتزی و تعبیرات رمانتیک: خلق اتفاقات عجیب و تصویرسازیهای زیبا و بیان احساسی و عمیق در داستان‌ها.
2. عشق به فرهنگ ادو: کیوکا به تصویرسازی دقیق فرهنگ و رسوم دوره ادو می‌پرداخت و به خوانندگان حس زنده‌ای از این دوره می‌بخشید.
3. موضوعات فراگیر :آثار او به موضوعات جهانی چون شادی و غم زندگی، عشق و نفرت می‌پردازند که برای خوانندگان معاصر نیز قابل درک و همچنین احساسی . همذات‌پندارانه است.
4. تلفیق سنت و مدرنیته: ایزومی کیوکا به جای استقبال کامل از مدرنیته، برخلاف بسیاری از هم عصران خود، در آثارش به حفظ و نمایش زیبایی‌های فرهنگ و سنت ژاپنی پرداخت. مانند استفاده از عناصر سنتی مثل افسانه‌ها و اسطوره ها.[۸]

#### تأثیرات ایزومی کیوکا
1. تثبیت ادبیات فانتزی ژاپن: کیوکا یکی از پایه‌گذاران ادبیات فانتزی ژاپن بود و تأثیر بزرگی بر نویسندگان بعدی داشت.
2. تأثیر بر ادبیات معاصر: آثار او بر رمان‌ها و فیلم‌های معاصر همچنان تأثیرگذار هستند.
3. ترویج مضامین اخلاقی و معنوی: او در آثار خود مضامینی همچون ایمان، اخلاق و تقابل بین خیر و شر را نشان داد.[۹]

## موزه ایزومی کیوکا

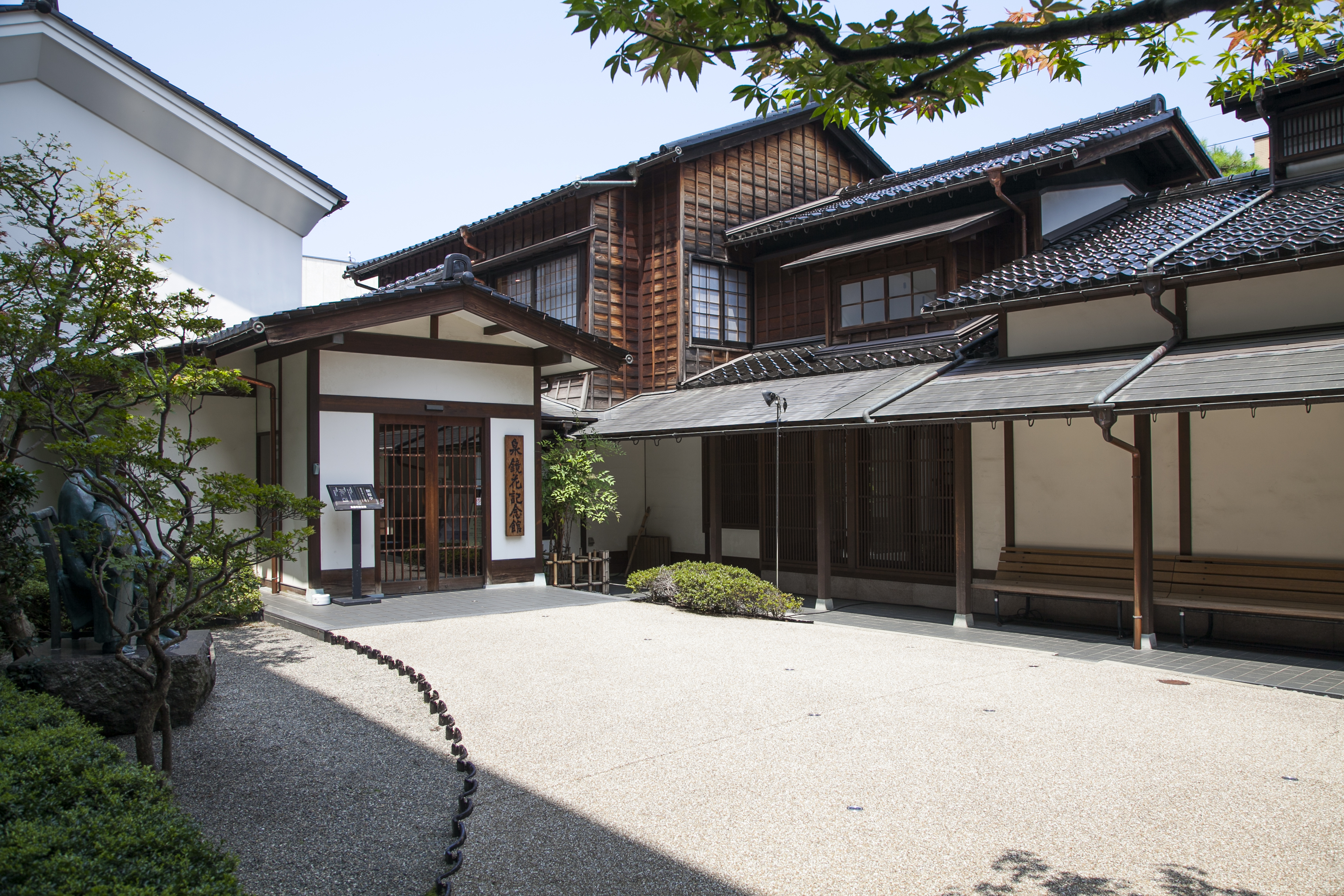
موزه ایزومی کیوکا: خانه‌ای برای ادبیات و میراث فرهنگی ژاپن

موزه ایزومی کیوکا (Izumi Kyōka Museum) یک مرکز فرهنگی و تاریخی است که به زندگی و آثار او اختصاص دارد. این موزه در زادگاه او، شهر کانازاوا، واقع شده است و به‌عنوان نمادی از میراث ادبی این شهر شناخته می‌شود. موزه نه تنها برای بزرگداشت آثار این نویسنده، بلکه به‌عنوان مکانی برای آشنایی با ادبیات و فرهنگ ژاپنی جذابیت دارد. این موزه در نزدیکی خانه زادگاه کیوکا ساخته شده است و محیطی مناسب برای درک فضای زندگی و فرهنگ دوران او فراهم می‌کند.

### محتویات موزه
موزه ایزومی کیوکا مجموعه‌ای ارزشمند از آثار، اشیاء و اسناد مرتبط با زندگی و آثار او را به نمایش می‌گذارد. برخی از مهم‌ترین بخش‌های موزه عبارت‌اند از:
1. نسخه‌های اصلی آثار کیوکا: شامل دست‌نوشته‌ها، یادداشت‌ها، و کتاب‌های چاپ‌شده او.
2. اشیاء شخصی: وسایل شخصی کیوکا مانند قلم، دفترچه یادداشت، و لباس‌هایی که او استفاده می‌کرد.
3. تصاویر و نقاشی‌ها: پرتره‌هایی از کیوکا، تصاویر مرتبط با دوران زندگی او و نقاشی‌هایی که الهام‌بخش آثارش بوده‌اند.
4. نمایشگاه‌های دیجیتال: بخشی از موزه به فناوری‌های مدرن اختصاص دارد که بازدیدکنندگان می‌توانند از طریق آن‌ها با محتوای داستان‌ها و سبک نگارش کیوکا آشنا شوند.

این موزه نشان می‌دهد که چگونه می‌توان میراث یک نویسنده را زنده نگه داشت و آن را به نسل‌های آینده منتقل کرد. همچنین این موزه به ما یادآوری می‌کند که ادبیات و هنر می‌توانند ابزاری برای پیوند میان سنت و مدرنیته باشند.
1. ↑  夜行巡査,yakou junsa
2. ↑  外科室,gekashitsu
3. ↑  高野聖,kouya hijiri
4. ↑  摩耶夫人
5. ↑  冠弥左衛門
6. ↑  活人形,katsu ningyou
7. ↑  金時計,kindokei
8. ↑  他人の妻,tanin no tsuma
9. ↑  予備兵,yobihei
10. ↑  里見弴
11. ↑  谷崎潤一郎
12. ↑  久保田万太郎
13. ↑  芥川 龍之介
14. ↑  縷紅新草
15. ↑  高野聖
16. ↑  婦系図
17. ↑  石橋忍月

1. ↑  «泉鏡花の人生». دریافت‌شده در ۱ ژانویه ۲۰۲۵.
2. ↑  «izumi kyoka introduction». دریافت‌شده در ۲ ژانویه ۲۰۲۵.
3. ↑  «izumi kyoka». دریافت‌شده در ۲ ژانویه ۲۰۲۵.
4. ↑  «泉鏡花». دریافت‌شده در ۱ ژانویه ۲۰۲۵.
5. ↑  «泉鏡花のおもな出来事». دریافت‌شده در ۱۷ دسامبر ۲۰۲۴.
6. ↑  «泉鏡花». دریافت‌شده در ۱۷ دسامبر ۲۰۲۴.
7. ↑  «泉鏡花». دریافت‌شده در ۱۷ دسامبر ۲۰۲۴.
8. ↑  «鏡花». دریافت‌شده در ۱۷ دسامبر ۲۰۲۴.
9. ↑  «鏡花維基百科». دریافت‌شده در ۱۷ دسامبر ۲۰۲۴.
10. ↑  «泉鏡花». دریافت‌شده در ۳ ژانویه ۲۰۲۵.
11. ↑  «泉鏡花ってどんな人». دریافت‌شده در ۳ ژانویه ۲۰۲۵.